# Dermogenys brachynotopterus
Dermogenys brachynotopterus är en fiskart som först beskrevs av Bleeker, 1854.  Dermogenys brachynotopterus ingår i släktet Dermogenys och familjen Hemiramphidae. IUCN kategoriserar arten globalt som otillräckligt studerad. Inga underarter finns listade i Catalogue of Life.